# Karol Mondek
Karol Mondek (* 2. června 1991, Martin, Československo) je slovenský fotbalový záložník od léta 2019 hráč českého prvoligového klubu SFC Opava. Prošel angažmá na Slovensku, v Nizozemsku, Česku a Polsku.

## Fotbalová kariéra
Svou fotbalovou kariéru začal v TJ Družstevník Blatnica. Mezi jeho další angažmá patří: MŠK Fomat Martin, FK AS Trenčín, AGOVV Apeldoorn, FC Baník Ostrava, Raków Częstochowa.
S Trenčínem se představil v Evropské lize UEFA 2014/15. V sezóně 2014/15 vyhrál s týmem slovenský fotbalový pohár, ve finále se představil proti mužstvu FK Senica, zápas se rozhodl až v penaltovém rozstřelu. Zároveň se stal ve stejném ročníku mistrem Fortuna ligy a mohl slavit zisk double.
V červnu 2015 se dohodl na angažmá v klubu FC Baník Ostrava. V sezóně 2015/16 Baník sestoupil do druhé české ligy, ale již po roce se dokázal vrátit zpět mezi elitu.
V srpnu 2017 Karol přestoupil z Baníku do klubu Raków Częstochowa, nováčka druhé nejvyšší polské ligy. Setkal se zde s krajanem a bývalým trenčínským spoluhráčem Lukášem Ďuriškou. V červnu 2019 se připojil k českému prvoligovému celku SFC Opava.